# Andrena crassepunctata
Andrena crassepunctata är en biart som beskrevs av Cockerell 1931. Andrena crassepunctata ingår i släktet sandbin, och familjen grävbin. Inga underarter finns listade i Catalogue of Life.